# Desitiatas
Desitiatas ou dezitiatas (em latim: Daesitiates ou Daezitiates) era uma tribo ilíria que vivia no que hoje é o território da Bósnia e Herzegovina na época da República Romana. Juntamente com os mézeos, os desitiatas eram parte do grupo mais amplo dos panônios

## História

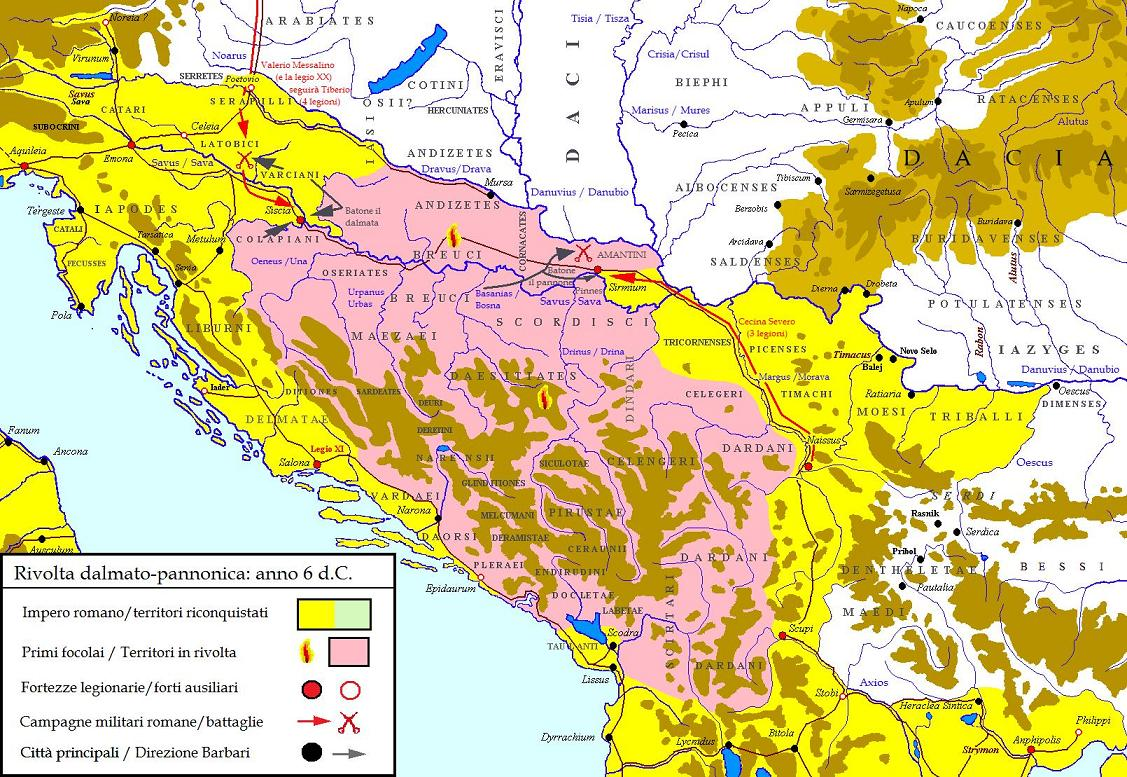
Mapa da região da Ilíria. As duas "chamas" marcam as regiões que se revoltaram primeiro na Grande Revolta da Ilíria, habitadas pelos desitiatas e breucos.

Os desitiatas foram importantes do final do século IV a.C. até o começo do III d.C. Evidências de suas atividades diárias podem ser encontradas nas fontes literárias e também nos ricos achados materiais sobre o grupo. Como os desitiatas estavam presentes durante o domínio romano sobre os Bálcãs orientais, seu nome aparece em muitas inscrições e obras de antigos escritores. No século XIX, o interesse sobre os desitiatas foi revivido por pesquisas realizadas na Alta Bósnia. Porém, ainda não existe uma análise completa dos desitiatas, que, inquestionavelmente, fizeram parte do complexo étnico-cultural ilírio, que abrange desde o sul do Adriático até o Danúbio. Em específico, eles viviam no centro do mundo ilírio dos Bálcãs ocidentais e da Panônia. Sua capital ficava onde hoje está a cidade de Breza, na Bósnia. 
Depois de quase três séculos de independência política, os desitiatas foram conquistados pelo imperador romano Augusto. Depois disto, eles e seu território foram incorporados à província romana de Ilírico.
Em última análise, a crescente distância entre o governo romano e seus súditos em Ilírico levou à Grande Revolta Ilíria, que começou na primavera de 6 d.C. Os desitiatas foram os primeiros a se revoltar, sob a liderança de Bato, o Desitiata, mas logo receberam o reforço dos breucos. Outras tribos nativas foram recrutadas para lutar contra os germânicos marcomanos enquanto a revolta rapidamente conquistou grandes regiões dos Bálcãs e do Danúbio. O papel dos desitiatas na revolta foi imenso, o que contribuiu para o completo desaparecimento da tribo depois que a revolta foi sufocada por Tibério, o filho adotivo e herdeiro de Augusto.